# 엑스선관

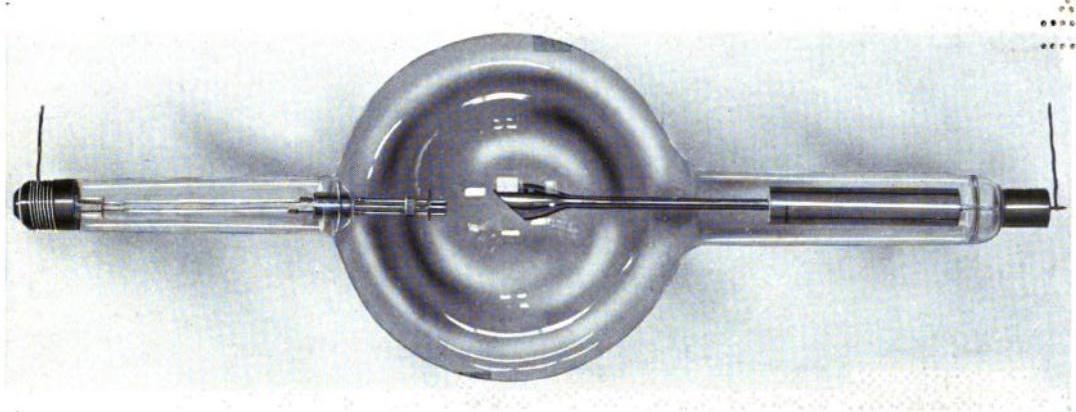

x선 관은 x선을 발생시키는 진공관이다. 그것들은 x선 발생 장치에 사용된다. x선은 전자기 스펙트럼의 자외선보다 짧은 파장을 지닌 전리 방사선의 일부이다. 전리 방사선의 다른 요인과는 달리, X선은 x선 관 만큼 통전될 때 발생한다. x선 관은 또한 엑스선 전산화 단층 촬영, 공항 수하물 스캐너, 엑스선결정학, 물질 및 구조 분석과 산업 검사에서 사용된다.

## 유형

### 회전 양극 관

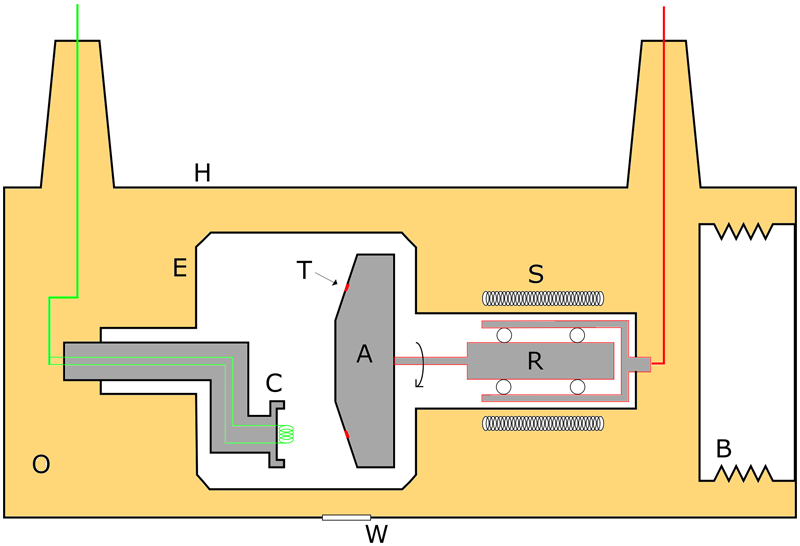

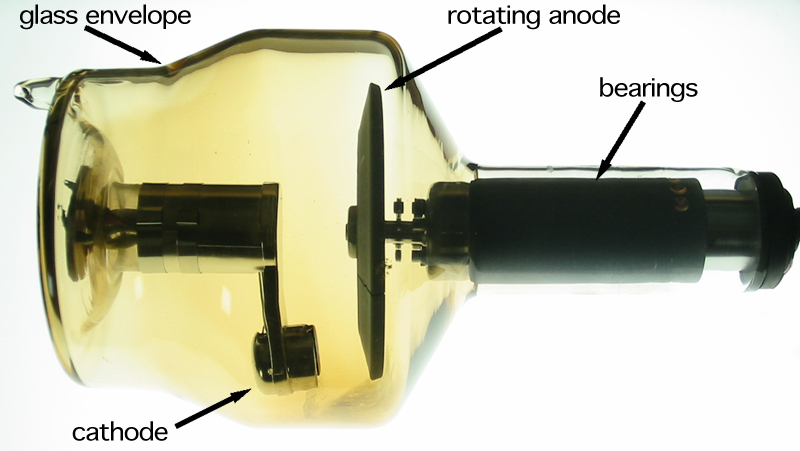

양극은 진공 베어링에서 지원되고, 배기관 외부 고정자 권선의 시리즈에서 전자기 유도로 회전할 수 있다. 일반적으로, 와전류는 회전 금속 실린더, 회전자에서 발생한다. 시간과 방향을 변경하는 와전류에서 외부 자기 유도와 유도의 중첩은 회전자의 구동 기계 추진력을 형성한다.
전체 음극 조립체는 진공관 내에 포함되어야 하기 때문에, 열 제거는 사용 가능한 전력량에 영향을 미치는 심각한 문제이다.

### 미소초점X선관
일부 X선 검사(예: 비파괴 검사 및 3D 미세 단층 촬영)에는 매우 높은 해상도의 이미지가 필요하므로 일반적으로 직경 50μm 미만의 매우 작은 초점 크기를 생성할 수 있는 X선관이 필요하다. 이 튜브를 미소초점X선관(Microfocus X-ray tube)이라고 한다.
미소초점X선관에는 고체 양극 튜브와 금속 제트 양극 튜브의 두 가지 기본 유형이 있다.

## 같이 보기
- 싱크로트론 방사